# Městská občina Celje
Městská občina Celje (slovinsky Mestna občina Celje) je jednou z 11 městských občin ve Slovinsku. Nachází se v Savinjském regionu na území historického Dolního Štýrska. Občinu tvoří 39 sídel, její rozloha je 94,9 km² a k 1. lednu 2017 zde žilo 49 380 obyvatel. Správním střediskem občiny je město Celje.

## Členění občiny
Občina se dělí na sídla:
- Brezova
- Bukovžlak
- Celje
- Dobrova
- Glinsko
- Gorica pri Šmartnem
- Jezerce pri Šmartnem
- Košnica pri Celju
- Lahovna
- Leskovec
- Lipovec pri Škofji vasi
- Ljubečna
- Loče
- Lokrovec
- Lopata
- Medlog
- Osenca
- Otemna
- Pečovnik
- Pepelno
- Prekorje
- Rožni Vrh
- Runtole
- Rupe
- Slance
- Slatina v Rožni dolini
- Šentjungert
- Škofja vas
- Šmarjeta pri Celju
- Šmartno v Rožni dolini
- Šmiklavž pri Škofji vasi
- Teharje
- Tremerje
- Trnovlje pri Celju
- Vrhe
- Začret
- Zadobrova
- Zvodno
- Žepina